# Molino de José María Gil
El molino de José María Gil es un molino se encuentra en la localidad de San Bartolomé en Lanzarote. Durante muchos años ha sido el centro industrial de producción de gofio del pueblo. Realizando el tostado y la molienda de los granos (cereales y legumbres) para la elaboración del alimento básico de la dieta canaria, el gofio. Esta declarado Bien de Interés Cultural.

## Historia
Fue construido en el año 1870 por Baltasar Martín Rodríguez. A principios del siglo XX fue adquirido por José María Gil Santana quien puso en funcionamiento una molina de diésel abandonando el molino de viento.

## Arquitectura
Tiene una base de torre troncocónica de piedra, barro y cal, con tres pisos al interior, el bajo era el almacén, el segundo era donde salía el gofio o la harina y el superior que era donde se volcaba el grano. La parte superior es de madera giratoria para mover las aspas al viento dominante. En la actualidad está sin aspas y en estado de abandono.

## Personaje
José María Gil Santana era natural de Gáldar (Gran Canaria), se estableció en San Bartolomé (Lanzarote) casándose y teniendo una activa vida social, cultural y profesional. Fue molinero, relojero, el primer presidente de la Sociedad "El Porvenir" en 1930, alcalde durante el periodo de la Guerra civil española 1936-1939, miembro activo de Falange, fundador de la Agrupación Folclórica Ajei, organizador y dinamizador de teatros y otras actividades culturales. 
Fue nombrado hijo adoptivo del municipio de San Bartolomé. 

## La Molina
A partir de 1919 funciona una molina de motor diésel que continuo con la función energética para mover las piedras de moler. José María Gil pasó el negocio a su hijo Esteban Gil que lo mantuvo hasta que las fuerzas se lo permitieron, ya octogenario cedió la molina a una sobrina. Tras una gran reforma volvió a abrir bajo el nombre de La Molina de José María Gil, esta vez modernizado y con motor eléctrico. Es el único molino de gofio de la isla de Lanzarote.